# 安城市立東山中学校
安城市立東山中学校（あんじょうしりつ ひがしやまちゅうがっこう）は、愛知県安城市里町にある公立中学校。

## 概要
- 安城市立志貴小学校校区、安城市立里町小学校校区、安城市立安城北部小学校校区の生徒が通学する[1]。

## 沿革
- 1975年（昭和50年）
  - 4月1日 - 安城市立安城北中学校から分離し、開校。
  - 4月3日 - 開校式を行う。
  - 7月5日 - プールが完成する。
- 1976年（昭和51年）2月28日 - 体育館が完成する。
- 1979年（昭和54年）1月31日 - 校舎を増築する。
- 1980年（昭和55年）2月5日 - 格技棟が完成する。
- 1984年（昭和59年）1月23日 - 校舎を増築する。

## 交通アクセス
- 名鉄名古屋本線・西尾線新安城駅下車、徒歩約20分。
- あんくるバス北部線「石橋公園」バス停より徒歩約3分。

## 周辺施設
- 安城市立里町小学校
- 安城市立安城北部小学校
- デンソー安城製作所
- 中央精機本社
- 衣浦東部広域連合安城消防署北分署